# TMPGEnc
TMPGEnc（ティーエムペグエンク）は、現在は株式会社ペガシスが販売しているMPEG映像作成・編集ソフトウェア、及び、そのシリーズの名称である。Microsoft Windows用のみ。Tsunami MPEG Encoderの略。

## 歴史
1998年頃に堀浩行が1人で開発を始めた。当時堀は17歳だったという。MPEG-1圧縮ソフトとして始まり、ビデオCDやMPEG-2フォーマットに対応するなど改良した。フリーウェアでありながら高画質・高機能で、一般ユーザーに広い支持を受けるのみならず、ゲームソフトのムービー作成などプロにも使用されてきた。『グランツーリスモ3』や『鬼武者』などで採用されたことが知られている。
2000年、MPEG-2作成機能の実装にはライセンス料を支払う必要があることがわかり、MPEG-2への対応が外される影響が出た。2001年にプロジー（後にライブドアに吸収）からMPEG-2対応など高機能な有料版「TMPGEnc Professional」の発売が決まったが、結局実現しなかった。
2001年、堀らが株式会社ペガシスを設立し、MPEG-2に対応した「TMPGEnc Plus」を発売した。MPEG-2作成機能を期限付きにした無料版TMPGEncも引き続き公開されている。
その後、DVD-Video作成ソフト「TMPGEnc DVD Author」、TMPGEncを進化させた「TMPGEnc XPress」、MPEGカット編集ソフト「TMPGEnc MPEG Editor」などを発売。
また、XPressではストリーミングSIMD拡張命令などCPUの拡張命令 (SIMD) への対応が素早いことでも知られている。さらに2008年にはCUDAへの対応も果たした。CPUまたはGPUの性能を測る検証目的としても使われることも多い。

## 製品群
TMPGEnc Video Mastering Works
TMPGEnc XPressの機能を更に大幅進化させたエンコーダ。2011年1月12日に最初のバージョンである5がリリースされた。H.264エンコーダにオープンソース開発のx264を採用。MKVファイルやWebMファイルにも対応している。タイムライン編集にも対応。
TMPGEnc Authoring Works
TMPGEnc DVD Authorの後継として発売されたDVD/BD-Videoオーサリングツール。2008年10月に最初のバージョン4を発売。その後、2012年1月12日にバージョン5、2016年12月15日にバージョン6を発売している。BDMV形式の書き出しに対応。
TMPGEnc MPEG Smart Renderer
TMPGEnc MPEG Editorの後継として発売されたカット編集ツール。2012年8月に最初のバージョンである4が発売。あらたにH.264/AVCのスマートレンダリング（必要最小限の箇所のみ再エンコードして画質の劣化を抑えフレーム単位の編集を可能にする）に対応した。BDAV形式の書き出し・追記も可能。
TMPGEnc Movie Plug-in MPEG-2 for EDIUS
グラスバレー（旧トムソン・カノープス）の映像編集ソフトEDIUS専用。TMPGEncのエンジンを使用してMPEG2出力が可能になる。EDIUSのバージョン毎に別売されている。
以前は同社のFirecoder Bluや東芝のノートパソコン「コスミオ」等に搭載されているSpursEngineハードウェアによる高速化にも対応していた。
TMPGEnc Movie Plug-in AVC for EDIUS / Premiere Pro
前述のTMPGEnc Movie Plug-in MPEG-2 for EDIUSのAVC版。EDIUS用プラグインは対象バージョン毎に別売されている。また、AdobeのPremiere Pro用プラグインも存在する。
TMPGEnc Movie Plug-in Commercial Candidates Detector
TMPGEnc Video Mastering Works / Authoring Works用のCM検出プラグイン。
TMPGEnc KARMA.. Plus
動画管理ソフトウェア。
TMPGEnc PGMX CREATOR
ファイルベースの独自動画形式「PGMX」用オーサリングソフト。
これらの製品の機能限定版やOEM版も複数存在する。

### 開発を終了した製品群
TMPGEnc期限付き無料版 / TMPGEnc Plus (有料)
初期バージョンの流れを汲むエンコーダ。外部のコーデックを使用すればDivXなどのMPEG以外のエンコードも可能である。2008年5月29日リリースのv2.525が最終バージョン。バージョン3からはXPressへ移行し開発終了したが、3.0 XPressのリリース後も愛用者が多かった。なお、TMPGEnc無料版は現在も入手可能だが、商用利用は禁じられている。2015年9月30日をもってTMPGEnc Plusの販売が終了予定となっている。
TMPGEnc XPress
TMPGEncの機能を大幅に進化させたエンコーダ。2004年に最初のバージョンである3.0 XPress、2006年に4.0 XPressがリリースされた。ドルビーデジタル、WMV、XDVD（後述）、HDV準拠のハイビジョンMPEG-2、MPEG-4/H.264、Flash Video（要・有料プラグイン）など多数のフォーマットに対応する。バージョン5からはVideo Mastering Worksへ移行し、開発終了。
TMPGEnc DVD Author
2003年に発売されたDVD-Videoオーサリングツール。TMPGEncの流れを汲む直観的なカット編集機能を持つ。v1.xは評価の高い製品ではなかったが、2005年に発売されたv2.0では編集機能を大幅に進化させスマートレンダリングやトランスコード（再エンコードに比べて画質劣化を抑えながらビットレートを下げる）機能を搭載した。2006年に「DVD Author 3 with DivX Authoring」が公開され、DVD-Videoと同様にメニュー機能等を持つDivX Ultraに対応した。バージョン4からはAuthoring Worksへ移行し、開発終了。
TMPGEnc MPEG Editor
TMPGEnc無料版に搭載されていたMPEGカット編集ツールを進化・独立させたソフトウェア。2004年発売。スマートレンダリング（必要最小限の箇所のみ再エンコードして画質の劣化を抑えフレーム単位の編集を可能にする）を搭載。後にHDV・DVD-VR・BDAV形式の編集・書き出しにも対応。
萌えぺぐえんく
TMPGEnc XPress/TMPGEnc DVD Authorをベースにアニメの圧縮に特化したエンコーダ。丸紅インフォテックが発売。
Movie to Portable / TMPGEnc Movie Style
iPod・PSPなど外部機器との連携に特化したエンコーダ。

### その他
XDVD
MPEG-2のGOPの長さをDVD-Video準拠の18フレームから60フレーム以上に拡張した独自規格。DVD-Videoの規格からは外れているが一般的なDVDプレーヤーで再生できる場合が多い。圧縮率を最大2倍にまで高めることができ、特に低ビットレートで効果が高いが、エンコードが低速なことやDivX・MPEG-4等に比べてメリットが少ないことなどでほとんど普及していない。
L.E.A.P.System
2004年以降のTMPGEncシリーズで導入されたアクティベーションシステム。外販されているが導入事例は多くない。RPGツクールXP/VXが本システムを採用している。